# Ultraviolence (canción)
«Ultraviolence» —en español: «Ultraviolencia»— es una canción de la cantante y compositora estadounidense Lana Del Rey perteneciente a su tercer álbum de estudio, Ultraviolence (2014). Fue coescrita por Del Rey y Daniel Heath, y producida por Dan Auerbach.
La canción fue lanzada el 4 de junio de 2014 por Polydor Records e Interscope Records como tercer sencillo de Ultraviolence.

## Composición
Según Brenna Ehrlich de MTV News, «Ultraviolence» cuenta la historia de una «típica relación romántica de Del Rey: rota, fracasada y dolorosa». En el estribillo de la canción contiene referencias del sencillo «He Hit Me (It Felt Like a Kiss)» de The Crystals.

## Recepción de la crítica
Nolan Feeney de TIME criticó la canción por su glorificación de la violencia doméstica, mencionando el comentario que hizo Lorde en la música de Del Rey: «[...]. Eso no es algo bueno para las chicas jóvenes, aún para personas más jóvenes, de escuchar». Sin embargo, Feeney señaló que Del Rey «probablemente» no respaldaría los «cuentos jodidos del vicio y el lujo» que su personaje, Lana Del Rey, canta.

## Video musical
Un vídeo musical, rodado íntegramente en un iPhone, fue lanzado el 30 de julio de 2014 en Noisey (Vice). Fue dirigido por sun pareja Francesco Carrozzini, y muestra a Del Rey con un vestido de novia blanco con un velo y un ramo de flores en sus manos, paseando por un entorno exterior y posteriormente entrar en una iglesia.

## Posicionamiento en listas

### Semanales
| Lista (2014)                                | Mejor posición |
| ------------------------------------------- | -------------- |
| Bélgica (Flandes) (Ultratip Bubbling Under) | 34             |
| Bélgica (Valonia) (Ultratip Bubbling Under) | 12             |
| Canadá (Canadian Hot 100)                   | 38             |
| Estados Unidos (Billboard Hot 100)          | 70             |
| Francia (SNEP)                              | 88             |
| República Checa (Rádio Top 100)             | 59             |

## Historial de lanzamiento
| País           | Fecha              | Formato          | Discográfica |
| -------------- | ------------------ | ---------------- | ------------ |
| Estados Unidos | 4 de junio de 2014 | Descarga digital | Interscope   |